# Laoský box

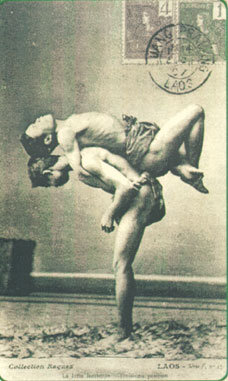
Cvičenci laoského boxu

Laoský box, též Muay Lao, je forma kickboxu, provozovaná v Laosu. Je jedním z poddruhů indočínského kickboxu a je blízká thajskému boxu. Obsahuje útoky koleny, lokty, údery pěstí a kopy.